# 学校法人帝塚山学園
学校法人帝塚山学園（がっこうほうじんてづかやまがくえん）とは、日本の学校法人。
奈良市に本部を置く。学園全体の学生・生徒・園児数は約8000名、教職員数は約900名。総校地面積は274,363.63m2。

## 概観
帝塚山大学の教養学部は、昭和40年代、当時全国唯一の「女子教養学部」として注目されたが、昭和62年に経済学部を増設したのを期に大学が男女共学化されてからも、後述の帝塚山学院との混同もあり「帝塚山学園は女子校」と見る向きが多かった。しかし、帝塚山学園の最初の設置校である帝塚山中学校・高等学校は旧制中学校の男子校として開校した経緯がある。帝塚山中学校・高校が戦後すぐに男女併学に移行したものの、進学校として変わっていくにつれ、そのような「女子校」として認知されることもほとんどなくなった。
なお、帝塚山中学校・高等学校は現在も完全な男女共学校ではなく、授業は男女別、その他の活動は男女一緒に行うという『男女併学』のシステムを採用している。
「帝塚山」という名称のルーツは高級住宅街としても有名な大阪市住吉区帝塚山にある。同地には、帝塚山学院大学、女子校の帝塚山学院中学校・高等学校等を経営する学校法人帝塚山学院がある。本稿で記述する帝塚山学園とは別法人であり、現在は交流もないが、設立の経緯等から姉妹校ともいえる存在である。
キャンパスは、奈良の学園前キャンパス・東生駒キャンパスに分かれるが、本部のある学園前キャンパスは、最寄り駅の近鉄奈良線学園前駅から、専用歩道橋を渡って徒歩1分。

## 沿革

### 略歴
帝塚山学園は、帝塚山学院（大阪）の創立二十五周年記念事業として、皇紀二千六百年にも当たる1940年（昭和15年）に、男子のために中学校・高等学校と一貫した七年制高等学校を設立し、さらに大学も開設して一大綜合学園を創り、この学園を中心とした文化都市を建設しようという大理想の下に発足したのが興りである。なお、最初の七年制高等学校という計画は法令上の制約もあり、結果としては男子中学校の設置となった。

### 年表
- 1941年 - 財団法人帝塚山学園創立、旧制中学・帝塚山中学校（男子校）開校。
- 1947年 - 学制改革に伴い、新制中学・帝塚山中学校（男女共学）開校。
- 1948年 - 新制高校・帝塚山高等学校（男女共学）開校。
- 1951年 - 財団法人から学校法人に移行。
- 1952年 - 帝塚山幼稚園開園。帝塚山小学校開校。
- 1961年 - 帝塚山短期大学開学。女子校。
- 1964年 - 帝塚山大学（教養学部）開学。女子校。
- 1982年 - 帝塚山考古学研究所開設。
- 1984年 - 短期大学専攻科開設。
- 1987年 - 大学が男女共学に移行。大学に経済学部開設。
- 1991年 - 大学院（経済学研究科）開設。
- 1993年 - 大学経済学部に、経済学科に加え、経営情報学科を増設。
- 1996年 - 大学院に人文科学研究科を開設。
- 1997年 - 大学に法政策学部開設。
- 1998年 - 大学経済学部経営情報学科が、経営情報学部に移行。
- 1999年 - 大学教養学部が、人文科学部に移行。
- 2000年 - 短期大学が帝塚山大学短期大学部に移行。
- 2001年 - 大学院に法政策研究科を開設。
- 2003年 - 大学人文科学部の一部が、心理福祉学部に移行。短期大学部が、現代生活学部に移行。帝塚山大学附属博物館開設。
- 2004年 - 帝塚山幼稚園の送迎用に、環境にやさしい圧縮天然ガス (CNG) バス導入。
- 2005年 - 短期大学部廃止。
- 2006年 - 帝塚山中学校において、スーパー理系選抜クラスの募集開始（平成19年度入試）。
- 2011年 - 帝塚山中学校において、女子コースを英数コース・特進コースⅡクラス・特進コースⅠクラスに再編。

## 設置校
- 帝塚山幼稚園（住所：〒631-0034 奈良市学園南3丁目1番3号）
- 帝塚山小学校（住所：〒631-0034 奈良市学園南3丁目1番3号）
- 帝塚山中学校・高等学校（住所：〒631-0034 奈良市学園南3丁目1番3号）
- 帝塚山大学（住所：〒631-8501 奈良市帝塚山7丁目1-1）

### 廃止
- 帝塚山大学短期大学部（女子のみを対象とした短期大学。1961年設置、2005年廃止）

## その他施設
- 帝塚山大学附属博物館